# Холистический пульсационный массаж
Холистический пульсационный массаж (от др.-греч. holos, от англ. holistic — целостный; от англ. pulsing — пульсация) представляет собой целостную систему и является профилактическим, терапевтическим и реабилитационным методом. Автор холистического пульсационного массажа — Тови Браунинг (Тоvi Browning) — Израиль, специалист в области остеопатии и рефлексотерапии.

## Об авторе
Тови Браунинг родилась в Израиле. В конце 1970-х годов переехала в Лондон, где изучала структурную остеопатию и краниосакральную терапию. Поиски целостного метода лечения, включающего воздействие, как на физическое тело, так и на психоэмоциональное состояние человека, привели Тови Браунинг к созданию особой системы, известной в мире как Holistic Pulsing. На создание и формирование метода оказали влияние западные практики остеопатии, рефлексотерапии, а также работы Трэджера, Трегера, Кертиса Терчина, Гештальт терапия, телесная терапия Александра Лоуэна, работы известного райхианского ученого Дэвида Боаделла, и также Восточные подходы в работе с телом.

## История
С незапамятных времен ритм, пульсационные и раскачивающие движения использовались в различных школах Запада и Востока. В современной практике мануальной терапии отдельные элементы раскачивания стал использовать американский доктор Трэджер. Суть подхода состояла в процедуре плавного покачивания корпуса, а также рук и ног пациента в определённых направлениях, что позволяло достаточно быстро снизить тонус патологически напряженных мышц, уменьшить боль и скованность движений. Впоследствии Кертис Терчин, использовал пульсирующие движения, предложенные Трэджером, собрав их в единую последовательность и назвав его Пульсированием.
За двадцать лет Тови Браунинг, интегрируя имеющийся опыт, создала свой метод со многими дополнениями, акцентами, новыми принципами, введя «женский принцип» как в техническую, так и терапевтическую части, которые изложила в книге «Gentle Miracles — Holistic Pulsing» (1992). Книга переведена на ряд языков мира. Проработав несколько лет в Австралии и Новой Зеландии, Тови Браунинг в 1999 году вернулась в Израиль, где создала свой обучающий центр Оцмат Аракут (иврит. Оцма — сила, мощь, Ракут — мягкость, нежность), и издала книгу «The Power Power of Softness — Holistic Pulsing».

## Особенности
Отличительными особенностями холистического пульсационного массажа является целостность и мягкость подхода, как в технической, так и терапевтической части. В холистическом массаже существенное значение придается применению разнообразных технических приемов в работе с телом, способам работы с блоками, а также методам психологического и психотерапевтического воздействия. Важной особенностью инструментально-технологической модели метода является постановка реалистических и поэтапных лечебных целей, которая осуществляется с опорой на телесное осознание.
Воздействие холистического массажа как целостного метода можно рассматривать в трех плоскостях: телесного, где применяются приемы массажа, остеопатии и мануальной терапии, психологического, где осуществляется психотерапевтическая работа, энергетического, обеспечивающего восстановление единого ритма за счет синхронизации работы различных органов и систем, а также сознательной и бессознательной сфер личности. Целостность подхода обеспечивает широкий спектр применения при лечении различного рода психосоматических расстройств.
Благодаря своей мягкости, метод может использоваться в работе со взрослыми, детьми; а также людьми преклонного возраста. Благодаря мягкости и принципу «не-насилия» техника массажа незаменима в восстановительной послеоперационный период, его можно успешно применять в рефлексотерапии, мануальной терапии, косметологии, фитнесе, психотерапии и др.

## Процедура массажа
Массаж проводится на кушетке, пациент лежит в удобной свободной одежде. В отличие от других способов, пациент выполняет активную роль, а не просто является пассивным участником. Выполнение элементов массажа сопровождается диалогом, который носит терапевтическое значение.
Холистический массаж — гибкий метод, который может применяться и просто как расслабляющий массаж, а также вплетаться элементами в обычные массажные процедуры. В среднем массаж занимает 35-50 минут, частота его выполнения 1-2 раза в неделю. Сеанс может длиться от 10 минут (например, при тромбозе или в самом начале работы со сложными заболеваниями опорно-двигательной системы, при реабилитации после инсульта, инфаркта) и до 60 — 120 минут (если это психотерапевтическая работа). Рекомендуемое количество сеансов: от семи до десяти.

## Движения и приемы

### Движения
Основными в холистическом массаже являются раскачивающие и вибрационные движения. Наряду с раскачиванием в этой технике используются и другие движения, такие как: растирание, «закатывание», «подбрасывание», растягивание, повороты. Также могут использоваться мелкие вибрационные движения. Практически все движения выполняются мягкой раскрытой ладонью с определённой амплитудой и в определённом ритме (эндоритме), свойственном только данному пациенту.

### Ритм и темп
Выполнение движений происходит в определённом ритме, который обеспечивает согласованное движение полюсов тела, органов и систем. Одновременно при подборе ритма осуществляется диагностика функционального состояния тонуса скелетных мышц, а также обеспечивается резонанс между внутренним ритмом определённой скелетной мышцы, внутренним органом, а также психоэмоциональным состоянием человека. Нарушение ритма обнаруживается за счет висцеро-моторных, вертебро-моторных, меридианно-моторных, эмоционально-моторных и др. связей при раскачивании тела, а также через обратную связь с пациентом, который в процессе массажа выполняет активную роль. При правильном нахождении ритма и обеспечении резонанса тело раскачивается легко и свободно, задачей массажиста будет лишь поддерживать ритм во время сеанса.
Массаж выполняется в спокойном темпе, который способствует расслаблению пациента, его возможности сосредоточиться на ощущениях тела и эмоциональном состоянии.

### Амплитуда и частота
Во время массажа используются движения как большой, так и малой амплитуды. Движения большой амплитуды полезны при раскачивании всего тела и конечностей. Движения мелкой амплитуды, проникая вглубь, оказывают сильное воздействие на эмоциональную сферу. Используя движения как большой, так и малой амплитуды массажист помогает пациенту почувствовать себя комфортно в различных состояниях

### Основные позиции пациента
Холистический массаж — очень гибкий способ и может применяться в любой позиции, продиктованной необходимостью. Основные позиции:
- на животе
- на спине
- на боку
- сидя

## Семь принципов техники
- 1. Повсеместное движение: Основная цель массажа любого участка — создать движение по всему телу. Наличие мельчайших вибраций на отдаленных участках будет свидетельством того, что движение происходит повсеместно.

- 2. Расширение и удлинение: Покачивание и растягивание не только удлиняет тело, расширяет грудную клетку, освобождает зажатые суставы и мышцы, оно также способствует освобождению сдерживаемых эмоций и скованных энергий.
- 3. Соединение: Соединение различных полюсов и аспектов тела достигается через повсеместное движение тела, через массаж границ и прилегающих к ним областей, а также может происходить и за счет осознания пациентом разницы в реакциях частей тела.
- 4. Взаимосвязь: Контакт во время сеанса осуществляется непосредственно через руки, а также психологический настрой и включение.
- 5. Никакого принуждения: цель массажа — создать спокойную, безопасную атмосферу, пробудить естественные исцеляющие способности организма. Принцип работы без усилий демонстрируется на протяжении всего процесса, как при физическом воздействии, так и при психотерапевтической работе. Принцип напоминает о сдерживании в работе таких проявлений, как директивность, стремление убеждать, контролировать. лицемерить. Также следует избегать догматических утверждений.
- 6. Исцеление, а не исправление. Впервые столкнувшись с блоком, массаж не предполагает сразу работу с ним, поскольку знание какого-то конкретного момента не дает возможности судить о ситуации в целом.
- 7. Самоисцеление. Взаимодействие терапевта с пациентом заключается в том, чтобы помочь вернуть ему способность доверять своим ощущениям, чувствам. Важно приветствовать право человека иметь своё мнение и выбор.

## Три составляющие подхода
За техникой раскачивания лежат три основных элемента, которые создают целостный подход. Эти три ключа открывают дверь к саморазвитию, повышают осознание и дают рост. Они относятся как к пациенту, так и терапевту. Это: осознание, ответственность, принятие.
- Осознание — является одним из важных принципов холистического массажа. Для того чтобы осознать, необходимо находиться «здесь и сейчас». Этот принцип говорит о необходимости терапевта сосредоточить внимание пациента на настоящем моменте, реакциях своего тела, эмоциях и поведении. В жизни и на сеансе это имеет огромное значение, потому что сейчас — это единственное время, в котором человек реально существует, обладает реальной силой и возможностью что-то изменить. Прошлое и будущее имеют большое значение, но для того чтобы осознать, необходимо быть в реальном времени. Глубина осознания пациентом причин и механизмов расстройств будет зависеть от применяемой психологической концепции, включающей когнитивные и эмоциональные аспекты сознания.
- Принятие — одна из важных составляющих метода, отражающая способность принимать чувства и мнения человека. Это самая сложная и одновременно самая простая составляющая подхода для западного человека, поскольку привычка оценивать глубоко укоренилась в сознании. Принятие — самый сильный отклик на сложную ситуацию. Принимая, человек может увидеть, что стоит перед ним, и осознать. Осознавая, можно принимать решения и действовать.
- Ответственность — несмотря на то, что во время сеанса о пациенте заботятся, терапевт должен оставаться реалистичным. Это означает, что терапевт не берет на себя ответственность за изменения, которые необходимы пациенту, помня не только об ограниченности своих возможностей, но и о том, что ресурс на изменения находится внутри самого человека. Для пациента важно не только наличие мотивации, но и понимание принципов лечения. Два этих условия являются решающими для психологической работы во время сеанса холистического массажа. В некоторых случаях необходимо время, чтобы установилось доверие и у пациента появилась надежда на исцеление или разрешение конфликта благодаря совместной работе. Мягкость и принятие, которые присутствуют на протяжении сеансов массажа, являются хорошей почвой для начала подобного диалога.

## Работа с блоками

### Способы работы с блоками
Раскачивающий ритм во время сеанса массажа задается таким образом, чтобы двигалось все тело целиком, что позволяет легко определить заблокированные участки: в них не возникает ответного движения. Холистический массаж предлагает 12 способов раскрытия заблокированных участков.
1. Прямой контакт.
2. Массаж прилегающей области.
3. Непрямой массаж блока.
4. «Неподвижный» массаж".
5. Прикосновение.
6. Вызов.
7. Дыхание.
8. Звук.
9. Усиление.
10 «Разговор» с симптомом.
11. Воображение.
12. Движение.

### Отношение к блокам
В холистическом пульсационном массаже понятие «блок» никогда не классифицируется как нечто плохое, поскольку в самом существовании блоков заключен величайший потенциал исцеления. Тови Браунинг пишет: «Говоря о наших блоках, неудачах и провалах, нужно помнить следующее: золото находят в осадках на дне реки, алмазы — в простой липкой глине, жемчужины — в поврежденных раковинах, а корни цветка лотоса — этого прекрасного символа жизни — растут в грязи. В наших блоках спрятан ключ к самому глубокому исцелению. Никогда не подходите к блокам без любви и уважения» .

### Язык тела
В холистическом пульсационном массаже тело рассматривается как определённая система полюсов: левый — правый, передний — задний, верхний — нижний, голова — тело, туловище — конечности. Каждый полюс соответствует определённому психологическому аспекту нашей жизни. Цель сеансов холистического массажа состоит в интеграции — свободном течении энергии от одного полюса к другому.

## Применение

### Показания к применению
Метод полезен как детям, так и взрослым. Большое значение массаж имеет для пожилых людей. Благодаря движению, в котором участвует все тело, массаж:
- увеличивает функциональную способность связок и сухожилий, а также гибкость и эластичность суставов, активизирует кровообращение в области суставов;
- эффективен при переутомлении, стрессах, состояниях страха, депрессии;
- улучшает сон, настроение, уравновешивает нервную систему;
- полезен при пониженной функции иммунной системы, при гормональных нарушениях и бесплодии;
- эффективен при работе с жертвами физического и сексуального насилия;
- полезен при подготовке больных к сложным операциям;
- стимулирует позитивное мироощущение и активизирует жизненную энергию. Холистический пульсационный массаж может также использоваться и в более сложных случаях, таких как работа с детьми, страдающими детским церебральным параличом, аутизмом, при различных психосоматических расстройствах и др.

### Противопоказания
- Наличие инфекционного процесса, «свежего» перелома или повреждения сустава, тромбоза.
- При тромбозе, варикозном расширении вен эта область не массируется, при этом используются приемы непрямого массажа
- При заболеваниях сердца, диабете и др. необходимо согласование и контроль со стороны лечащего врача
- Малая и большая психиатрия требует специальной подготовки и образования в этой области, поскольку массаж высвобождает энергии бессознательного.

## Обучение
Простота и доступность метода сделали его популярным для самого широкого круга как профессионалов, так и любителей, вернув естественную способность помогать друг другу. Заложенный в основу метода элемент «покачивания» всем хорошо знаком. Однако, чтобы стать профессионалом в холистическом пульсационном массаже, необходима специальная подготовка. Техническая составляющая и психотерапевтическая направленность метода предъявляют особые требования к качеству подготовки, квалификации, опыту человека, использующего этот метод. Обучение имеет несколько ступеней. Основной курс обучения Holistic Pulsing в Израиле проходит в течение трёх лет. Дальнейшие ступени совершенствования практики и преподавания занимают около пяти лет. Учителя начинают обучать (те, кто подходит для этого) только после минимум семи лет обучения.
И получают статус учителя после двух лет преподавания.

## Примечание
1. ↑  Tovi Browning. «Gentle Miracles — Holistic Pulsing» (1992)
2. ↑  Tovi Browning. «The Power Power of Softness — Holistic Pulsing» (2000).
3. 1 2  Федорова Г. М., Бажурина В. Б. «Холистический массаж». СПб: Невский проспект, 2001 г. ISBN 5-94371-052-3
4. ↑  Карвасарский Б. Д. Психотерапевтическая энциклопедия. СПб: Питер, 2006 г. ISBN 5-318-00694-9, 5-8046-0152-0